# Szántód
Szántód là một thị trấn thuộc hạt Somogy, Hungary. Thị trấn này có diện tích 7,6 km², dân số năm 2010 là 374 người, mật độ 49 người/km².